# T. Texas Tyler
T. Texas Tyler, vlastním jménem David Luke Myrick (20. června 1916 – 28. ledna 1972), byl americký zpěvák country hudby a skladatel známý především svým hitem z roku 1948 „The Deck of Cards“ (v češtině „Balíček karet“).

## Život
Myrick se narodil nedaleko městečka Mena v Arkansasu.  Nejprve jako člen skupiny The Six Westernaires pro label Black &amp; White Records a potí od září 1945 do konce 50. let pro 4 Star Records . Některé nahrávky ve stylu country boogie (nebo prerockabilly ) byly nahrány se špičkovými hudebníky na steel a elektrickou kytaru, např. „Guitar Boogie Woogie“ (4 Star-1114; nahráno v květnu 1946). Doprovázející hudebníci byli na gramofonových deskách označováni jako The Oklahoma Melody Boys.
Tyler nahrál svou nejznámější píseň "The Deck of Cards" v roce 1948.  Hit skládající se převážně z mluveného slova, vypráví příběh vojáka z druhé světové války, který vysvětluje, jak mu balíček hracích karet slouží jako Bible, kalendář a modlitební kniha. Tyler ale "The Deck of Cards." nenapsal. Text se objevil v newyorských irsko-amerických novinách The Advocate 10. června 1916, jednoduše podepsaný "E. L." Tyler následně nahrál další recitovanou píseň, skladbou Mary Jean Shurtz, "Dad Gave My Dog Away".  Jeho popularita vyústila až k vystoupení v Carnegie Hall v New Yorku.
Často vystupoval na Grand Ole Opry a Louisiana Hayride , měl i vlastní televizní show v Los Angeles v roce 1950.  Kvůli osobním problémům na konci 50. let jeho popularita upadala, přestože vydal několik alb na aleblu King Records (USA) s materiálem původně nahraným u 4 Star. V 60. letech si Tyler užil oživení, když nahrál dvě alba pro Capitol Records a v roce 1966 další pro Starday Records . 
Po smrti své první manželky Claudie v roce 1968 se Tyler znovu oženil s Dorie (Susanna Falk Buhr) a usadil se ve Springfieldu ve státě Missouri, kde kázal v místním sboru a příležitostně vystupoval.  Zemřel ve Springfieldu 28. ledna 1972 na rakovinu žaludku.  

## Balíček karet
V Česku nahráli píseň The Deck of Cards pod názvem Balíček karet Plavci na albu Rangers '69. Zpěvák Mirek Černý později nahrál několik alb s podobnými vyprávěnými písněmi.
Jan Vyčítal nahrál v roce 1990 na albu Semtex parodickou píseň Paklíček kartiček.

## Singly
| Rok  | Singl                          | Hot Country Songs |
| ---- | ------------------------------ | ----------------- |
| 1946 | "Filipino Baby"                | 5                 |
| 1948 | "The Deck of Cards"            | 2                 |
| 1948 | "Dad Gave My Dog Away"         | 10                |
| 1948 | "Memories of France"           | 9                 |
| 1948 | "Honky Tonk Gal"               | 11                |
| 1949 | "My Bucket's Got a Hole in It" | 4                 |
| 1953 | "Bumming Around"               | 5                 |
| 1954 | "Courtin' in the Rain"         | 3                 |